# Paola (Kansas)
Paola város az USA Kansas államában, Miami megye megyeszékhelye. Lakosainak száma 5768 fő (2020. április 1.).

## Népesség
A település népességének változása:

| 2010 | 5 602 |
| 2020 | 5 768 |